# Octopus balboai
Octopus balboai är en bläckfiskart som beskrevs av Voss 1971. Octopus balboai ingår i släktet Octopus och familjen Octopodidae. Inga underarter finns listade i Catalogue of Life.